# Guilhem de la Tor
Guilhem de la Tor, italianizzato in Guglielmo de la Tour (... – 1233 circa), è stato un poeta francese dell'inizio del XII secolo (periodo di attività 1216-1233) originario  del Périgord, che svolse la maggior parte della sua attività artistica come trovatore e menestrello nel nord dell'Italia, spostandosi presso le corti delle casate Este, Malaspina e Da Romano.

## Biografia
La tor (torre, castello) luogo di nascita di Guilhem attualmente non esiste più, ma è quasi certo che si trovasse nelle vicinanze dell'attuale cittadina di La Tour-Blanche in Dordogna. Le prime tracce di Guilhem si hanno come poeta di lingua occitana tra il 1216 e il 1220, periodo in cui compose il panegirico Pos N'Aimerics a fait mesclança e batailla, una canzone che narra di come delle nobildonne italiane posero fine alla lotta per la supremazia a corte tra Selvaggia e Beatrice di Oramala, figlie di Corrado Malaspina.
La Treva (It. Tregua) come la composizione viene chiamata, era la continuazione di un precedente lavoro (andato perduto) di Aimeric de Peguilhan che descriveva la disputa. È un componimento interessante sotto il profilo storico ma di scarso valore letterario, come la maggior parte delle poesie di Guilhem. Come poeta è infatti abbastanza noioso e poco originale: la sua Una, doas, tres e quatre, ad esempio, è un plagio di Cel so qui capol'e dola di Guillem de Berguedà. Ci ha lasciato complessivamente 14 opere: oltre alla Treva, 8 canso, 2 tenzone, 2 sirventes, un descort.
A Guilhem è stata dedicata una Vida relativamente lunga, ma la maggior parte di essa è poco degna di fiducia. Tra le parti più credibili c'è la descrizione del suo carattere e delle sue abitudini:
La successiva narrazione della vida è quasi certamente frutto di fantasia. Riferisce di come si sia innamorato della giovane e bella figlia di un barbiere di Milano e l'abbia rapita portandola a Como, dove si sposarono e l'amò più di ogni altra cosa al mondo. Quando lei morì Guilhem impazzì per la perdita ed iniziò a credere che lei stesse semplicemente fingendo di essere morta per lasciarlo. Per 10 giorni continuò a portarla via dalla tomba, baciandola, abbracciandola e chiedendole di dirgli se era viva o morta e, se era morta, di raccontargli che tipo di sofferenze stesse provando così che egli potesse alleviarle con messe ed elemosine. 
I notabili della città però, quando vennero a sapere del suo comportamento, lo allontanarono da Como ed egli andò vagando in giro alla ricerca di una strega o di uno stregone che potesse riportare sua moglie in vita. Alla fine incontrò un truffatore che gli disse di recitare tutti i giorni l'intero salterio e 150 Padre Nostro, e di fare l'elemosina a sette poveri ogni giorno prima di mangiare per un intero anno: dopodiché sua moglie sarebbe tornata in vita, ma non avrebbe mai parlato, mangiato o bevuto. Credendo all'imbroglio, Guilhem iniziò immediatamente a fare quanto gli era stato consigliato, ma quando dopo un anno la donna non resuscitò cadde nella disperazione più completa e morì a sua volta. Questa bizzarra leggenda è probabilmente ispirata ad un partimen (una competizione poetica) tra Guilhem e Sordello da Goito, Un amics et un'amia, in cui questi pose il dilemma se fosse meglio seguire nella morte un'amante perduta oppure  reagire e andare avanti. Il partimen si può far risalire al 1224-1226, prima del rapimento da parte di Sordello di Cunizza da Romano (chiamata Na Cuniza nel poema).
Guilhem ebbe simpatie ghibelline e scrisse Un sirventes farai d'una trista persona per attaccare il podestà guelfo Ponzio Amato di Cremona. Si fece anche beffe dell'odiato uomo politico guelfo chiamandolo  Il Porc Armat (It. Maiale in armi) di Cremona. Questa canzone satirica fu scritta prima della morte di Ponzio sopraggiunta nel 1228.
L'ultima canzone di Guilhem fu la Canson ab gais motz plazens, ispirata alla morte di Giovanna d'Este nel novembre 1233. Allo stesso mese risale anche l'ultima notizia riguardo a Guilhem.